# Пітермаріцбург
Пітермаріцбург (англ. Pietermaritzburg) — місто в Південно-Африканській Республіці, столиця провінції Квазулу-Наталь. Важливий регіональний промисловий центр. В місті розташовані підприємства деревообробної, алюмінієвої та продуктової промисловості.
Місто засновано бурськими переселенцями в 1838 році. Стосовно походження назви міста існують дві теорії. За однією з них місто було названо на честь Пітера Ретіфа та Герхарда Маріца, лідерів бурів. За іншою теорією місто названо на честь Пітера Ретіфа, оскільки його повним іменем було Пітер Моуріц Ретіф. В цій інтерпретації місто називалося Пітер Моуріц Бург і пізніше транслітерувалось на сучасну назву.

## Клімат
Місто знаходиться у зоні, котра характеризується морським кліматом. Найтепліший місяць — січень із середньою температурою 21.8 °C (71.2 °F). Найхолодніший місяць — червень, із середньою температурою 12.3 °С (54.1 °F).
| Клімат Пітермаріцбурга  | Клімат Пітермаріцбурга | Клімат Пітермаріцбурга | Клімат Пітермаріцбурга | Клімат Пітермаріцбурга | Клімат Пітермаріцбурга | Клімат Пітермаріцбурга | Клімат Пітермаріцбурга | Клімат Пітермаріцбурга | Клімат Пітермаріцбурга | Клімат Пітермаріцбурга | Клімат Пітермаріцбурга | Клімат Пітермаріцбурга | Клімат Пітермаріцбурга |
| Показник                | Січ.                   | Лют.                   | Бер.                   | Квіт.                  | Трав.                  | Черв.                  | Лип.                   | Серп.                  | Вер.                   | Жовт.                  | Лист.                  | Груд.                  | Рік                    |
| Середня температура, °C | 21,8                   | 21,7                   | 21                     | 18,5                   | 15,2                   | 12,3                   | 12,6                   | 14,4                   | 16,8                   | 18                     | 19,3                   | 21,1                   | 17,7                   |
| Норма опадів, мм        | 138.4                  | 116.3                  | 111.4                  | 47                     | 25.4                   | 12.8                   | 13.3                   | 32.5                   | 64.3                   | 80                     | 101.4                  | 116.8                  | 859.6                  |
| Днів з опадами          | 18,2                   | 15,6                   | 15,5                   | 9,8                    | 4,7                    | 3                      | 3                      | 5,5                    | 9,8                    | 15,7                   | 18,6                   | 18,9                   | 138,3                  |
| Вологість повітря, %    | 78.4                   | 78.8                   | 77.8                   | 74.8                   | 68.4                   | 62.4                   | 60.8                   | 62.6                   | 67.5                   | 72.1                   | 75.5                   | 76.5                   | 71.3                   |
| ----------------------- | ---------------------- | ---------------------- | ---------------------- | ---------------------- | ---------------------- | ---------------------- | ---------------------- | ---------------------- | ---------------------- | ---------------------- | ---------------------- | ---------------------- | ---------------------- |
| Джерело: Weatherbase    |                        |                        |                        |                        |                        |                        |                        |                        |                        |                        |                        |                        |                        |